# Creepypasta

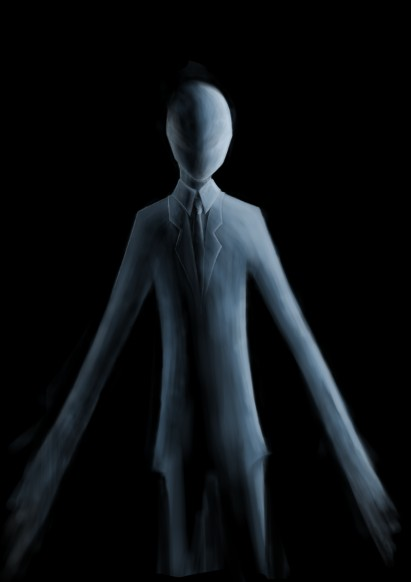
Slender Man.

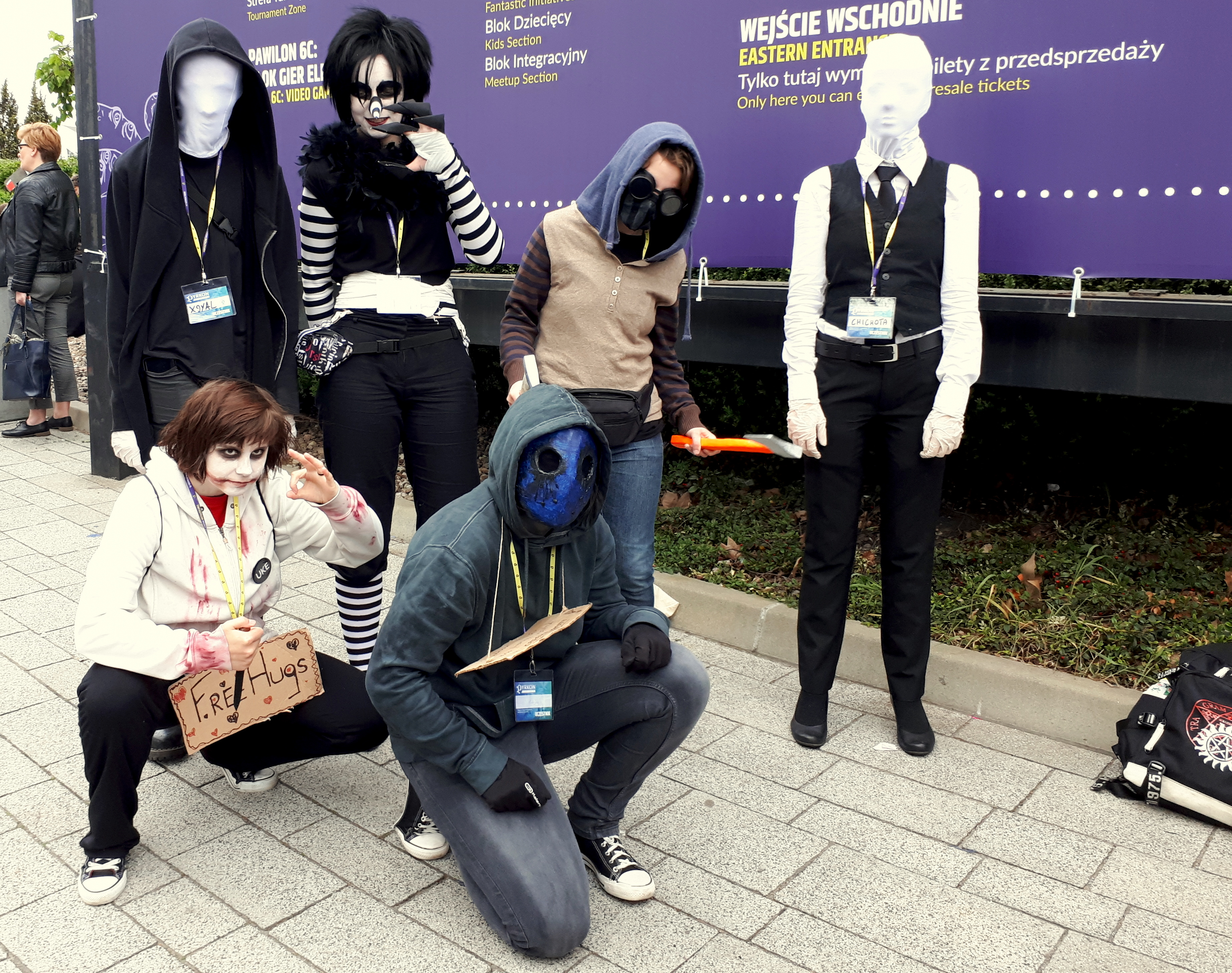
Cosplays de différents personnages creepypasta au Pyrkon 2019
(de gauche à droite) : Slender Man, Jeff the Killer, Laughing Jack, Eyeless Jack, Ticci Toby et un autre Slender Man.

Une creepypasta est une légende urbaine effrayante diffusée sur Internet, pouvant se décliner sous plusieurs formats (image, vidéo, fichier son, texte accompagné d'images, de vidéos, de sons, etc.).
Le Slender Man est devenu la creepypasta la plus connue après une tentative de meurtre en son nom.

## Définition
Les creepypastas sont des fictions effrayantes, vouées à épouvanter, ou simplement divertir le lecteur, et qui circulent en ligne,. Un grand nombre de creepypastas ont pour thème des sujets totalement fantaisistes comme des entités mystérieuses, des cartouches de jeu vidéo hantées ou encore des cassettes vidéo maudites contenant un épisode perdu d'un dessin animé (par exemple, Suicide Mouse inspiré de Mickey Mouse, Les Simpson avec Dead Bart).
Ces histoires sont généralement proches des légendes urbaines qui circulent tant sur Internet que dans d'autres médias, certaines sont tellement populaires qu'elles sont devenues plus tard des phénomènes Internet. La plus connue étant Slender Man, à cause d'une tentative de meurtre d'une adolescente par deux de ses amies prétendument en « offrande » à celui-ci,.

## Origines
Alors que de nombreux folklores se sont répandus à travers les siècles, le terme de « légende urbaine » a commencé à apparaître au début de l'année 1968 et se répand alors à travers une série d'ouvrages rédigés par le professeur britannique Jan Harold Brunvand au début des années 1980. Dès lors, ce terme s'associe aux histoires effrayantes, qu'elles soient réelles ou fictives, durant l'époque actuelle. Dès les années 1990, les courriels ont permis un rapide partage de telles histoires,. Creepypasta est un mot-valise anglophone (également utilisé en français), formé des termes creepy (effrayant) et copy-paste (copier-coller, désignant un texte largement copié et diffusé sur internet), apparu vers 2007 sur 4chan et devenu populaire à partir de 2010, désignant des histoires « angoissantes » (creepy) diffusées sur Internet.